# Foraminacephale
Foraminacephale là một chi khủng long, được Schott mô tả khoa học năm 2011.